# Exechia papyracea
Exechia papyracea är en tvåvingeart som beskrevs av Stackelberg 1948. Exechia papyracea ingår i släktet Exechia och familjen svampmyggor. Enligt den finländska rödlistan är arten nära hotad i Finland. Arten är reproducerande i Sverige. Artens livsmiljö är naturmoskogar. Inga underarter finns listade i Catalogue of Life.